# Марфинское (Костромская область)
Марфинское — деревня в Степановском сельском поселении Галичского района Костромской области России.

## География
Деревня расположена на северо-восточном берегу Галичского озера.

## История
Согласно Спискам населенных мест Российской империи в 1872 году деревня относилась к 1 стану Галичского уезда Костромской губернии. В ней числилось 11 дворов, проживало 37 мужчин и 42 женщины.
Согласно переписи населения 1897 года в деревне проживало 109 человек (39 мужчин и 70 женщин).
Согласно Списку населенных мест Костромской губернии в 1907 году деревня относилась к Вознесенской волости Галичского уезда Костромской губернии. По сведениям волостного правления за 1907 год в ней числилось 13 крестьянских дворов и 58 жителей.
До муниципальной реформы 2010 года деревня входила в состав Толтуновского сельского поселения.

## Население
Численность населения деревни менялась по годам:
| Население по годам  |      |      |
| Год                 | 2008 | 2012 |
| Жителей             | 2    | 1    |
| Крестьянских дворов | —    | —    |

| 1872 | 1897 | 1907 | 2008 | 2010 | 2012 | 2014 |
| ---- | ---- | ---- | ---- | ---- | ---- | ---- |
| 79   | ↗109 | ↘58  | ↘1   | ↘0   | ↗1   | →1   |